# Pillier Sainte-Irène
Le monument Sainte-Irène, pilier Sainte-Irène ou encore pilier Irininsky, était l'un des piliers de l'église Sainte-Irène de Iaroslav le Sage à Kiev, inscrit comme monument en 1852. Il était situé à l'intersection des rues Vladimirskaya et Irininskaya . Il est démoli en 1932 dans le cadre de la campagne anti-religieuse.

## Histoire
Dans un extrait d'une chronique de 1037 décrivant les activités de construction du prince Iaroslav le Sage, est mentionnée la fondation d'un monastère dédié à Sainte Irène, sainte patronne de l'épouse de Iaroslav, Ingigerd de Suède. Le monastère est détruit lors du sac de la ville par les Mongols en 1240, et laissé à l'état de ruine.
La question de l'emplacement du monastère Sainte-Irène parmi les chercheurs de Kiev a toujours été discutée. Cependant, en 1833, lors de la planification de la rue Vladimirskaya, les restes des murs et des fondations ont été trouvés dans l'épaisseur de l'ancien rempart défensif et ont été identifiés précisément par l'archéologue kiévain Kondrat Lokhvitski comme ceux du monastère Sainte-Irène. Le peintre Mikhaïl Sajine a représenté les ruines telles qu'elles se présentaient à leur découverte et dans leur proximité au monastère Sainte-Sophie.
Des propositions de restauration de l'église ou du moins de préservation des ruines n'ont pas trouvé de réponse au pouvoir, car les ruines entravaient la construction de la rue Vladimirskaya. Par conséquent, les restes de la structure ont été démantelés, mais l'un des piliers de l'église est épargné. En 1852, ce vestige était tapissé de briques trouvées lors des fouilles, recouvert d'un toit et couronné d'une croix. Il est contemporain du monument à saint Vladimir (1853) sur les collines surmontant le Dniepr et postérieur, et ces deux monuments exaltent l'antiquité du pouvoir princier et impérial et les racines slaves et chrétiennes de la Rus' dans une perspective historiciste typique du romantisme. Ils participent à la monumentalisation de la ville de Kiev commencée avec le premier monument du genre, la colonne du baptême de la Rus' (1803) et renforcent son rôle symbolique de « cité mère des Russes », de conservatoire de la mémoire des Slaves de l'est.

## Destruction du monument
En 1913, est construit derrière le monument, dans la rue Vladimirskaya, le siège du zemstvo, qui est par la suite utilisé par le Comité central du Parti communiste de Biélorussie, le Commissariat du peuple aux affaires intérieures, la Gestapo pour les Allemands, le KGB de la RSS d'Ukraine. Lieu de pouvoir nécessitant une circulation facilitée, et au cœur des projets d'aménagement d'une nouvelle ville de Kiev soviétique moderne, le monument devient bientôt un reliquat et un obstacle gênant. 
En 1927, le monument est mis sous la protection de l'État, mais déjà en 1931, les autorités de Kiev critiquent son emplacement sur la chaussée. Le conseil municipal de Kiev plaide pour la démolition d'un pilier dans le but de « donner à la rue Korolenko l'importance d'un boulevard » devant l'Académie des sciences de la RSS d'Ukraine. Les restes du monument devaient être transférés sur le terrain de la cathédrale Sainte-Sophie ou de Saint-Georges ou de l'église de la Dîme. 
Dans le même temps, le Comité archéologique panukrainien s'est fermement opposé à la destruction du pilier, en en soulignant l'antiquité. Les autorités municipales changent alors leur angle d'attaque et prétextent un problème de sécurité dû au manque de visibilité malgré le passage des tramways. 
Le pilier est détruit dans la nuit du 26 au 27 mars 1932. 

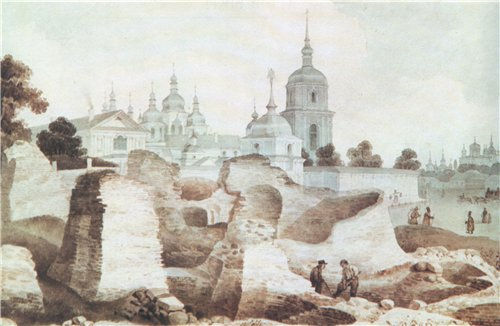
Ruines du monastère de Sainte Irène et en fond la Cathédrale Sainte-Sophie de Kiev. Kiev. Illustration de Mikhaïl Sajine, 1846.
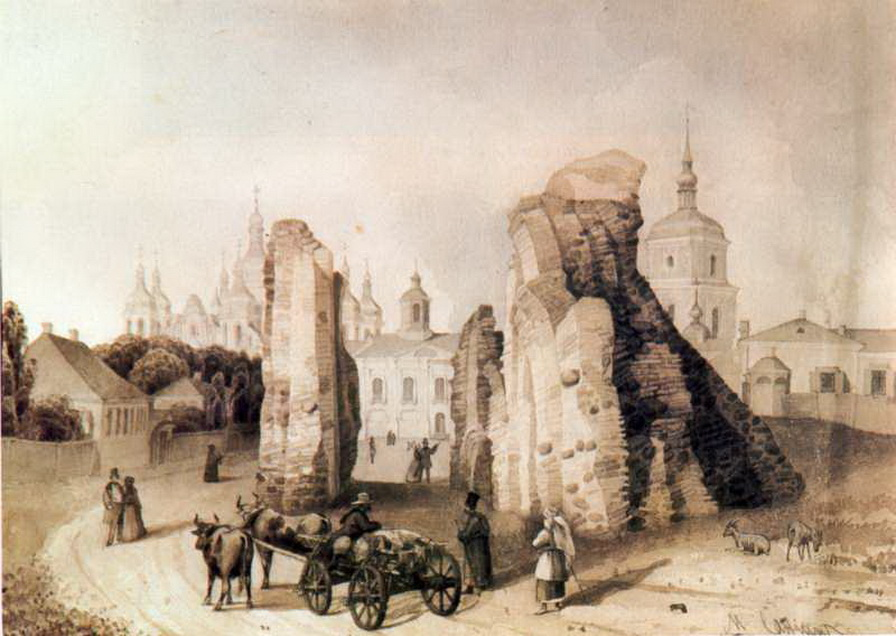
La Porte dorée. Illustration de Mikhaïl Sajine, 1846. À la différence de Sainte-Irène, ce vestige du règne de Iaroslav, dans un état de ruine similaire au xixe siècle, sera conservé et entièrement reconstruit par les autorités soviétiques.
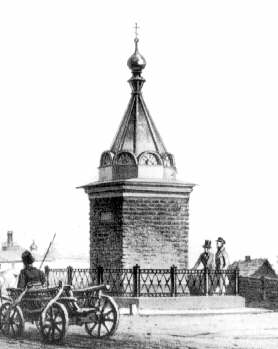
Le monument Sainte-Irène peu après son érection. Lithographie de 1858
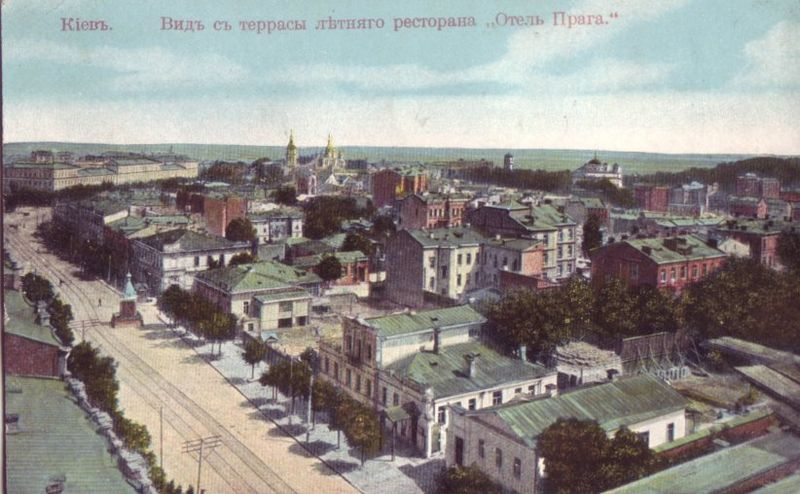
Pilier Irininsky sur la rue Vladimirskaya. Photographie du début du xxe siècle.
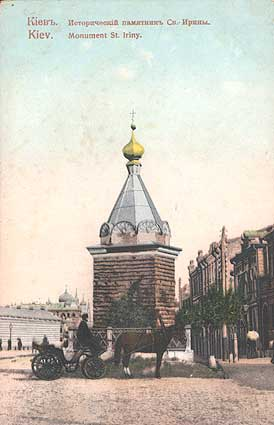
Pilier Irininsky à Kiev. Photographie du début du xxe siècle.
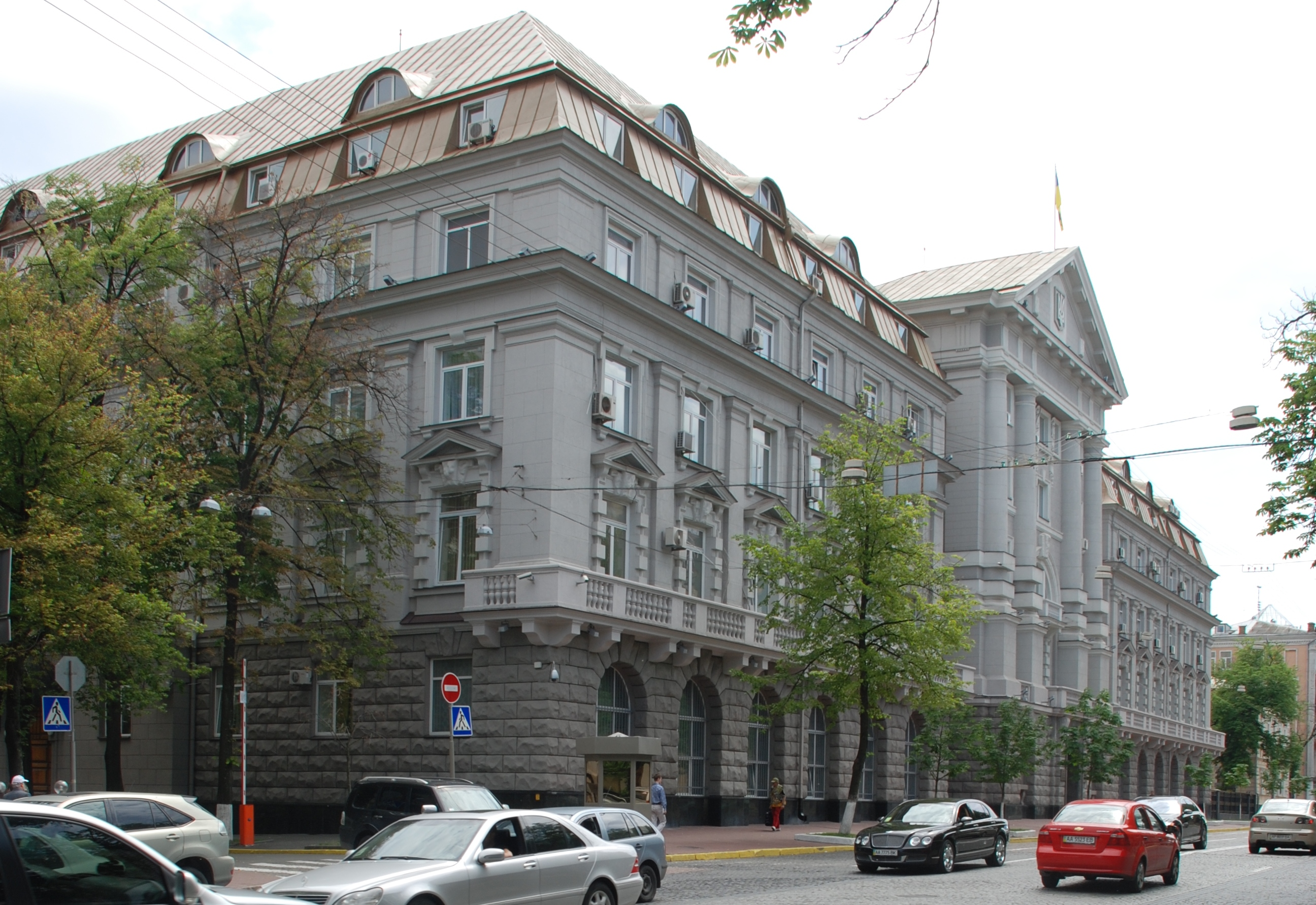
Emplacement actuel. En 1913, est construit derrière le monument, dans la rue Vladimirskaya, le siège du zemstvo, qui est par la suite utilisé par Comité central du Parti communiste de Biélorussie, le Commissariat du peuple aux affaires intérieures, la Gestapo pour les Allemands, le KGB de la RSS d'Ukraine et aujourd'hui le SBU. Le lieu de mémoire a cédé la place au lieu de pouvoir.
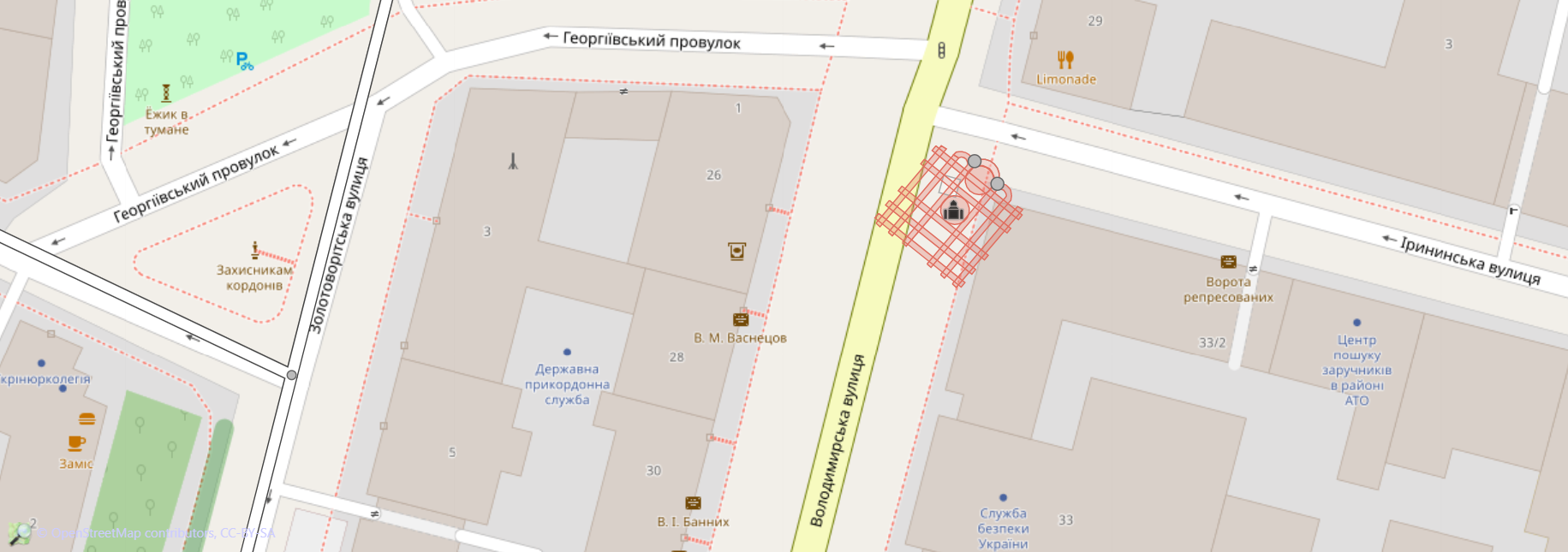
Emplacement de la colonne et de l'église Sainte Irène sur un plan actuel.